# Tebtynis
Tebtynis, nom grec de l'ancienne Tepten, aujourd'hui Tell Oumm el-Baragat, est un site archéologique en Égypte, au sud-est de Médinet Mâdi et à l'est du Kôm Rukaiya, dans le Fayoum, fondé sous la XIIIe dynastie et habité jusqu’au XIIIe siècle de notre ère.
Les fouilles franco-italiennes menées par l'Ifao, dirigées par Claudio Gallazzi de l'Institut de papyrologie de l'université de Milan, ont permis la découverte d'archives sacerdotales d'une bibliothèque, rédigées en démotique et en hiéroglyphes, ainsi que de nombreux papyri grecs datant de l'époque ptolémaïque et romaine.
Les momies de crocodiles de la nécropole de Tebtynis ont également livré de grandes quantités de papyri, parmi lesquels les archives de Menchès, secrétaire de village à la fin du IIe siècle avant notre ère.
Les fouilles anciennes ont dégagé plusieurs églises décorées de fresques. Les travaux sur les niveaux récents du site ont permis de déterminer l'évolution et l'extension de la ville jusqu'à l'époque fatimide,,. Plusieurs maisons ont été fouillées ; elles témoignent d'une continuité architecturale depuis l'époque romaine.